# Haliclystus octoradiatus
Haliclystus octoradiatus is een neteldier uit de klasse Staurozoa en behoort tot de familie Lucernariidae. Haliclystus octoradiatus werd in 1816 voor het eerst wetenschappelijk door Lamarck beschreven als Lucernaria octoradiatus en in 1863 door James-Clark aan het geslacht Haliclystus toegewezen.

## Beschrijving
De steelkwal H. octoradiatus die tot 3 cm breed en 5 cm hoog wordt, heeft een lange steel en een relatief platte paraplu. Aan de rand van het octorradiale scherm bevinden zich acht plukjes brandnetelcapsules op de tentakelarmen, en daartussen bevindt zich een randanker op elk van de inkepingen van het scherm. De kleur van deze steelkwal varieert van (licht)grijs tot (licht)geel tot bruin – afhankelijk van de kleur van het zeewier en de algen waarop hij leeft.

## Verspreiding
H. octoradiatus komt voor op vlakke kustgebieden onder de intergetijdengebied van de  noordelijke Atlantische Oceaan, inclusief de Noordzee en de westelijke Oostzee. Met behulp van zijn zuignap hecht H. octoradiatus zich vast aan het substraat (meestal algen of zeewier); het kan van locatie veranderen en kan zichzelf op een nieuwe locatie verankeren met behulp van zijn beweegbare handgreep en randankers wanneer het losraakt van de ondergrond.